# Myelobia bimaculata
Myelobia bimaculata là một loài bướm đêm trong họ Crambidae.